# Toshio Matsumoto
Toshio Matsumoto (em japonês: 松本 俊夫) (25 de março de 1932 – 12 de abril de 2017) foi um diretor japonês de cinema e artista de vídeo.

## Biografia
Matsumoto nasceu em Nagoya, Aichi, Japão e graduou-se pela Universidade de Tóquio em 1955. O seu primeiro curta-metragem foi Ginrin, realizado ainda em 1955. A sua obra audiovisual mais célebre é O Funeral das Rosas. O filme foi largamente inspirado no Édipo Rei, e põe em cena a história de uma jovem  travesti na Tóquio dos anos 1960.
Matsumoto publicou vários livros sobre fotografia; foi professor e decano das Artes na Universidade de Arte e Design de Quioto; o realizador de cinema foi também presidente da Sociedade Japonesa de Artes e Ciências, tendo lecionado, no início dos anos 1980, Kyushu Geijutsu Koka Daigaku.
O diretor viveu em Tóquio até o seu falecimento em 12 de abril de 2017.

## Filmografia

### Principais obras
| Ano  | Título                    | Título em japonês | Romaji                | Notas                              |
| ---- | ------------------------- | ----------------- | --------------------- | ---------------------------------- |
| 1969 | O Funeral das Rosas       | 薔薇の葬列        | Bara no Souretsu      |                                    |
| 1971 | Demônios                  | 修羅              | Shura                 | O título Shura se refere a Asuras. |
| 1973 | War at the Age of Sixteen | 十六歳の戦争      | Juuroku-sai no Sensou |                                    |
| 1988 | Dogura Magura             | ドグラ・マグラ    | Dogura Magura         |                                    |

### Curtas e documentários experimentais
| Ano  | Título                       | Título em japonês            | Romaji                           | Duração |
| ---- | ---------------------------- | ---------------------------- | -------------------------------- | ------- |
| 1955 | Bicicleta                    | 銀輪                         | Ginrin                           | 10 min  |
| 1956 | Senkan                       | 潜凾                         | Senkan                           | 20 min  |
| 1959 | Haru wo Yobukora             | 春を呼ぶ子ら                 | Haru wo Yobukora                 | 20 min  |
| 1959 | 300 Ton Trailer              | 300トン・トレーラー          | 300 Ton Trailer                  | 25 min  |
| 1959 | US-Japan Security Treaty     | 安保条約                     | Anbojouyaku                      | 18 min  |
| 1960 | Long White Line of Record    | 白い長い線の記録             | Shiroi Nagai Sen no Kiroku       | 13 min  |
| 1961 | The Weavers of Nishijin      | 西陣                         | Nishijin                         | 26 min  |
| 1963 | A canção da pedra            | 石の詩                       | Ishi no Uta                      | 25 min  |
| 1967 | Mamães                       | 母たち                       | Haha-tachi                       | 40 min  |
| 1968 | For the Damaged Right Eye    | つぶれかかった右眼のために   | Tsuburekakatta migime no tame ni | 13 min  |
| 1969 | Extasis                      | エクスタシス                 | Extasis                          | 10 min  |
| 1971 | Metastasis                   | メタスタシス 新陳代謝        | Metastasis: Shinchintaisha       | 8 min   |
| 1972 | Autonomy                     | オートノミー 自律性          | Autonomy: Jiritsusei             | 12 min  |
| 1972 | Expansion                    | エクスパンション 拡張        | Expansion: Kakuchou              | 14 min  |
| 1973 | Mona Lisa                    | モナ・リザ                   | Mona Lisa                        | 3 min   |
| 1974 | Fly                          | フライ 飛ぶ                  | Fly: Tobu                        | 9 min   |
| 1974 | Andy Warhol: Re-reproduction | アンディ・ウォーホル：複々製 | Andi Uohoru: Fukubukusei         | 23 min  |
| 1975 | Everything Visible Is Empty  | 色即是空                     | Shiki soku zekuu                 | 8 min   |
| 1975 | Young Girl                   | 青女                         | Aoonna                           | 30 min  |
| 1975 | Fantasma                     | ファントム 幻妄              | Phantom                          | 10 min  |
| 1975 | Atman                        | アートマン                   | Atman                            | 11 min  |
| 1976 | Kite                         | 凧                           | Tako                             | 30 min  |
| 1977 | Buraco Negro                 | ブラックホール               | Black Hole                       | 3 min   |
| 1978 | Enigma                       | エニグマ 謎                  | Enigma: Nazo                     | 3 min   |
| 1979 | Buraco Branco                | ホワイトホール               | White Hole                       | 7 min   |
| 1980 | Ki or Breathing              | 気 Breathing                 | Ki - Breathing                   | 30 min  |
| 1981 | Connection                   | コネクション                 | Connection                       | 10 min  |
| 1982 | Votive Picture               | 絵馬                         | Euma                             | 30 min  |
| 1982 | Relação                      | リレーション 関係            | Relação: Kankei                  | 10 min  |
| 1982 | Shift                        | シフト 断層                  | Shift: Dansou                    | 9 min   |
| 1983 | Formação                     | フォーメイション 形成        | Formação: Keisei                 | 9 min   |
| 1984 | WAVE                         | WAVE                         | WAVE                             | 7 min   |
| 1984 | Delay Exposure               | ディレイ・エクスポージャー   | Delay Exposure                   | 3 min   |
| 1985 | EE Control                   | EEコントロール               | EE Control                       | 3 min   |
| 1985 | Vibração                     | バイブレーション             | Vibração                         | 3 min   |
| 1985 | Sway                         | 揺らぎ スウェイ              | Yuragi: Sway                     | 8 min   |
| 1987 | Engram                       | エングラム 記憶痕跡          | Engram: Kioku konseki            | 15 min  |
| 1989 | Trauma                       | トラウマ                     | Trauma                           | 18 min  |
| 1990 | Sinal                        | 気配                         | Kehai                            | 20 min  |
| 1992 | Disguise                     | ディシミュレーション 偽装    | Dishimyureshon: Gisou            | 20 min  |

### Outros
| Ano  | Título                         | Título em japonês                | Romaji                          | Tipo                                                      |
| ---- | ------------------------------ | -------------------------------- | ------------------------------- | --------------------------------------------------------- |
| 1962 | Long Black Shadow of Record    | 黒い長い影の記録                 | Kuroi Nagai Kage no Kiroku      | Radio play.                                               |
| 1964 | Uso mo Honto mo Urakara Mireba | 嘘もほんとも裏から見れば         | Uso mo Honto mo Urakara Mireba  | Theatre play.                                             |
| 1968 | Magnetic Scramble              | マグネチック・スクランブル       | Magnetic Scramble               | Video performance.                                        |
| 1969 | Projection for an Icon         | イコンのためのプロジェクション   | Ikon no tame no projection      | "Inter-media" piece.                                      |
| 1969 | Sombra                         | シャドウ                         | Sombra                          | "Inter-media" piece.                                      |
| 1970 | Space Projection Ako           | スペース・プロジェクション・アコ | Space Projection Ako            | "Inter-media" piece.                                      |
| 1974 | Mona Lisa para Multi-vídeo     | マルチビデオのためのモナ・リザ   | Multivideo no tame no Mona Lisa | Video installation for 10 screens.                        |
| 1974 | Morning Dew                    | モーニング・デュー（あさつゆ）   | Asa tsuyu                       | "Inter-media" piece.                                      |
| 1975 | Total Theatre                  | トータルシアター・葵の上         | Total Theatre                   | "Inter-media" piece.                                      |
| 1976 | Yuuterasu, shikyuu             | ユーテラス、子宮                 | Yuuterasu, shikyuu              | Media piece.                                              |
| 1979 | Aquarium                       | 水族館                           | Suizokukan                      | Instalação em vídeo 3 telas, um tanque de água e peixes.  |
| 1980 | Cosmic Relation                | コズミック・リレーション         | Cosmic Relation                 | Imagens para tela 3D móvel.                               |
| 1986 | Multiconnection                | マルチ・コネクション             | Multiconnection                 | Instalação para uma câmera e 4 telas.                     |
| 1986 | Articulation                   | アーティキュレーション 文節      | Articulation: Bunsetsu          | Instalação para 6 telas e uma câmera.                     |
| 1989 | Luminous Globe                 | ルミナス・グローブ               | Luminous Globe                  | Instalação para uma tela esférica.                        |
| 1990 | Legend of Urando               | ウランド伝説                     | Urando Densetsu                 | 2 TVs em HD e um laser.                                   |
| 1992 | Trap of Narratology            | ナラトロジーの罠                 | Narratology no wana             | Instalação para 23 telas, plataforma de câmera rotatória. |